# Persone di nome James/Nobili
| Questa pagina contiene informazioni ricavate automaticamente dalle voci biografiche con l'ausilio del template Bio e di un bot. L'aggiornamento è periodico e automatico e ricostruisce completamente la pagina. Se manca una persona in questa lista, sei pregato di non aggiungerla, ma accertati piuttosto che la sua voce biografica contenga il template Bio e che i dati anagrafici siano correttamente compilati. Se il template Bio manca, inseriscilo tu stesso o, in alternativa, metti l'avviso {{tmp\|Bio}} che ne segnala la mancanza. Se i dati riportati sono sbagliati, correggi direttamente la voce biografica; le modifiche saranno visibili in questa lista entro pochi giorni. Per chiarimenti vedi il progetto antroponimi. La lista contiene solo le 62 persone che sono citate nell'enciclopedia e per le quali è stato implementato correttamente il template Bio. Pagina aggiornata al 22 giu 2025. |

Questa è una lista di persone presenti nell'enciclopedia che hanno il nome James e sono nobili.

## B(7)
- James Berkeley, I barone Berkeley, nobile britannico (n. 1394 - † 1463)
- James Bertie, I conte di Abingdon, nobile inglese (Londra, n. 1653 - Londra, † 1699)
- James Broun-Ramsay, I marchese di Dalhousie, nobile e politico scozzese (Midlothian, n. 1812 - Midlothian, † 1860)
- James Bruce, VIII conte di Elgin, nobile e diplomatico scozzese (Londra, n. 1811 - Dharamsala, † 1863)
- James Butler, V conte di Ormond, nobile irlandese (n. 1420 - Newcastle upon Tyne, † 1461)
- James Butler, IX conte di Ormond, nobile irlandese (n. 1496 - Holborn, † 1546)
- James Butler, III conte di Ormond, nobile irlandese (Gowran, † 1405)

## C(6)
- James Carnegie, IX conte di Southesk, nobile britannico (Edimburgo, n. 1827 - † 1905)
- James Cecil, III conte di Salisbury, nobile e politico britannico (Londra, n. 1648 - Londra, † 1683)
- James Cecil, IV conte di Salisbury, nobile e politico britannico (Londra, n. 1666 - Londra, † 1694)
- James Cecil, V conte di Salisbury, nobile e politico inglese (Londra, n. 1691 - Londra, † 1728)
- James Cecil, VI conte di Salisbury, nobile britannico (Londra, n. 1713 - Londra, † 1780)
- James Cecil, I marchese di Salisbury, nobile e politico britannico (Londra, n. 1748 - Londra, † 1823)

## D(10)
- James Douglas, II conte di Douglas, nobile scozzese (Scozia - Northumberland, † 1388)
- James Douglas, VII conte di Douglas, nobile scozzese (Scozia, n. 1371 - Scozia, † 1443)
- James Hamilton, IV duca di Hamilton, nobile, politico e generale scozzese (Hamilton, n. 1658 - Londra, † 1712)
- James Hamilton, V duca di Hamilton, nobile scozzese (n. 1703 - Bath, † 1743)
- James Hamilton, VI duca di Hamilton, nobile scozzese (n. 1724 - † 1758)
- James Hamilton, VII duca di Hamilton, nobile scozzese (n. 1755 - † 1769)
- James Drummond, I duca di Perth, nobile e politico scozzese (n. 1648 - Parigi, † 1716)
- James Drummond, II duca di Perth, nobile scozzese (n. 1673 - Parigi, † 1720)
- James Drummond, III conte di Melfort, nobile scozzese (n. 1708 - † 1766)
- James Duff, IV conte di Fife, nobile e ufficiale scozzese (n. 1776 - † 1857)

## F(1)
- James FitzJames, II duca di Berwick, nobile, militare e ambasciatore spagnolo (Saint-Germain-en-Laye, n. 1696 - Napoli, † 1738)

## G(5)
- James Gascoyne-Cecil, II marchese di Salisbury, nobile e politico britannico (Londra, n. 1791 - Londra, † 1868)
- James Gascoyne-Cecil, IV marchese di Salisbury, nobile e politico inglese (Londra, n. 1861 - Londra, † 1947)
- James Graham, I marchese di Montrose, nobile e ufficiale scozzese (n. 1612 - Edimburgo, † 1650)
- James Grimston, I conte di Verulam, nobile e politico inglese (n. 1775 - † 1845)
- James Grimston, II conte di Verulam, nobile e politico inglese (n. 1809 - † 1895)

## H(14)
- James Hamilton, III duca di Abercorn, nobile e politico britannico (Londra, n. 1869 - Londra, † 1953)
- James Hamilton, I duca di Hamilton, nobile e generale scozzese (Hamilton, n. 1606 - Westminster, † 1649)
- James Hamilton, I duca di Abercorn, nobile e politico britannico (Seymour Place, n. 1811 - Baroscourt, † 1885)
- James Hamilton, nobile scozzese (n. 1516 - † 1575)
- James Hamilton, I conte di Abercorn, nobile scozzese (n. 1575 - † 1618)
- James Hamilton, VI conte di Abercorn, nobile scozzese (n. 1661 - † 1734)
- James Hamilton, VII conte di Abercorn, nobile scozzese (n. 1686 - † 1744)
- James Hamilton, I conte di Arran, nobile scozzese (Bo'ness, † 1529)
- James Hamilton, III conte di Arran, nobile e militare scozzese († 1609)
- James Hamilton, V duca di Abercorn, nobile e politico britannico (Londra, n. 1934)
- James Hay, XV conte di Erroll, nobile scozzese (Falkirk, n. 1726 - Callendar House, † 1778)
- James Hay, I conte di Carlisle, nobile britannico († 1636)
- James Howard, III conte di Suffolk, nobile e politico inglese († 1688)
- James Howard, nobile e politico britannico (n. 1814 - † 1882)

## I(3)
- James Innes-Ker, V duca di Roxburghe, nobile scozzese (n. 1736 - † 1823)
- James Innes-Ker, VI duca di Roxburghe, nobile scozzese (n. 1816 - † 1879)
- James Innes-Ker, VII duca di Roxburghe, nobile scozzese (Kelso, n. 1839 - Kelso, † 1892)

## J(2)
- James Stopford, VIII conte di Courtown, nobile irlandese (n. 1908 - † 1975)
- James Annesley, II conte di Anglesey, nobile irlandese (n. 1645 - † 1690)

## M(3)
- James Maitland Lauderdale, nobile e economista britannico (Ratho, n. 1759 - Lauder, † 1839)
- James Milner, nobile britannico († 1730)
- James Murray, II duca di Atholl, nobile scozzese (Edimburgo, n. 1690 - Dunkeld, † 1764)

## R(1)
- James Roche, III barone Fermoy, nobile irlandese (Middlesex, n. 1852 - Westminster, † 1920)

## S(8)
- James Scott, I duca di Monmouth, nobile e militare inglese (Rotterdam, n. 1649 - Tower Hill, † 1685)
- James Scott, conte di Dalkeith, nobile scozzese (n. 1674 - Londra, † 1705)
- James Stanley, X conte di Derby, nobile e politico inglese (n. 1664 - † 1736)
- James Stewart, I duca di Richmond, nobile e politico inglese (n. 1612 - † 1655)
- James Stewart, conte di Arran, nobile e politico scozzese († 1595)
- James Stopford, V conte di Courtown, nobile irlandese (Gorey, n. 1823 - Gorey, † 1914)
- James Stopford, VI conte di Courtown, nobile irlandese (Londra, n. 1853 - Londra, † 1933)
- James Stuart, II conte di Bute, nobile scozzese (n. 1696 - † 1723)

## W(2)
- James Waldegrave, I conte Waldegrave, nobile e ambasciatore inglese (n. 1684 - † 1741)
- James Waldegrave, II conte Waldegrave, nobile e politico inglese (n. 1715 - † 1763)